# Сакраменто (фильм)
«Сакраме́нто» (англ. Sacramento) — американский комедийный роуд-муви 2024 года, снятый Майклом Ангарано по сценарию, который он написал в соавторстве с Крисом Смитом. В главных ролях, помимо самого Ангарано, Майкл Сера, Кристен Стюарт и Майя Эрскин. Премьера фильма состоялась на кинофестивале «Трайбека» 8 июня 2024 года.

## Синопсис
Гленн женат на Рози, и они ждут ребенка. Он очень взволнован мыслью о том, что скоро станет отцом. Попытка построить детскую кроватку с треском проваливается. Когда Гленн встречается за обедом со своим старым лучшим другом Рики, последний чувствует панику Гленна и предлагает ему совершить импровизированную поездку из Лос-Анджелеса в Сакраменто, якобы для того, чтобы развеять там прах своего отца. На самом деле, Рики просто хочет провести некоторое время со своим старым другом в 340-мильной поездке и возродить их дружбу. В последние годы он много времени проводил в психиатрической больнице Лос-Анджелеса и на терапевтических сеансах у доктора Мюррей.

## В ролях
- Майкл Ангарано — Рики
- Майкл Сера — Гленн
- Кристен Стюарт — Рози
- Майя Эрскин — Тэлли
- Розалинд Чао
- Эй Джей

## Производство
Ангарано написал сценарий в соавторстве с Крисом Смитом. Оба они также выступили в качестве продюсеров вместе со Стивеном Брауном из Bee-Hive Production, Эриком Би из The Wonder Company., Крисом Абернати, а также Сэмом Греем.

### Кастинг
О начале съёмок было объявлено в ноябре 2020 года, среди актёров были Майкл Сера и Майя Эрскин, а ожидаемая дата начала съёмок — начало 2021 года. В апреле 2023 года к актёрскому составу присоединились Кристен Стюарт и бывший рестлер Эй Джей Мендес.

### Съёмка
Основные съёмки проходили в Сакраменто весной 2023 года. Места съёмок включали магазин мороженого Gunher’s, 35-ю улицу и бульвар Фолсом, а также Старый Сакраменто, центр Сакраменто, Восточный Сакраменто и R Street Corridor.

## Релиз
Мировая премьера фильма состоится на кинофестивале «Трайбека» в июне 2024 года.